# Cimetière américain de Cambridge
Le cimetière américain de Cambridge (en anglais : Cambridge American Cemetery and Memorial) est un cimetière militaire américain de la Seconde Guerre mondiale, situé près de Cambridge au Royaume-Uni (entre les villages de Coton et de Madingley).

## Le cimetière

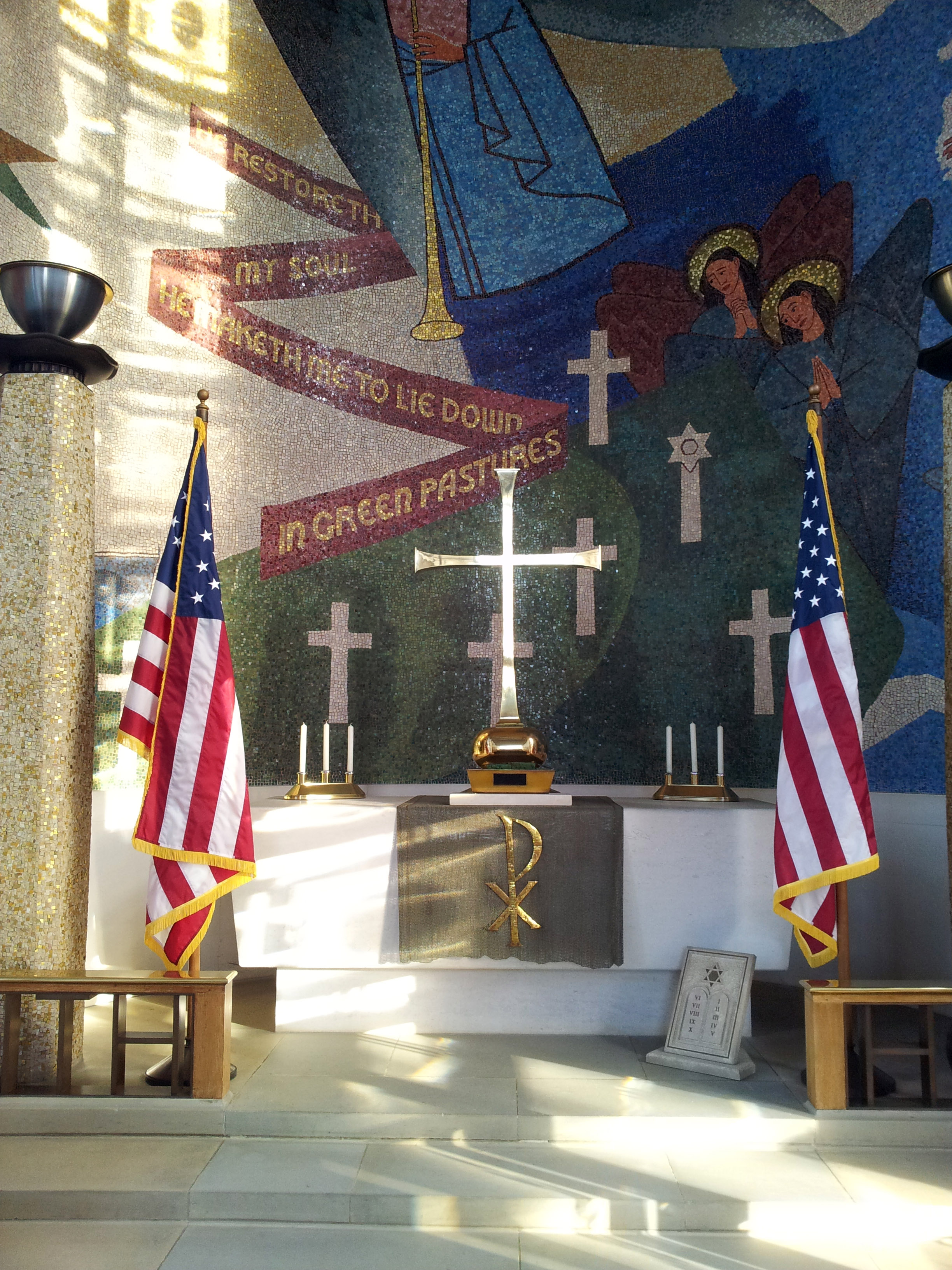
L'autel de la chapelle.

Ouvert en 1956, il est géré par l'American Battle Monuments Commission. 3 812 marins et pilotes américains tombés pendant la guerre (principalement lors de la Bataille de l'Atlantique et des bombardements stratégiques menés sur l'Europe occupée) y reposent, ainsi que 24 autres militaires alliés inconnus. Les murs commémorent les noms de 5 127 militaires disparus au combat.

## Le mémorial et la chapelle

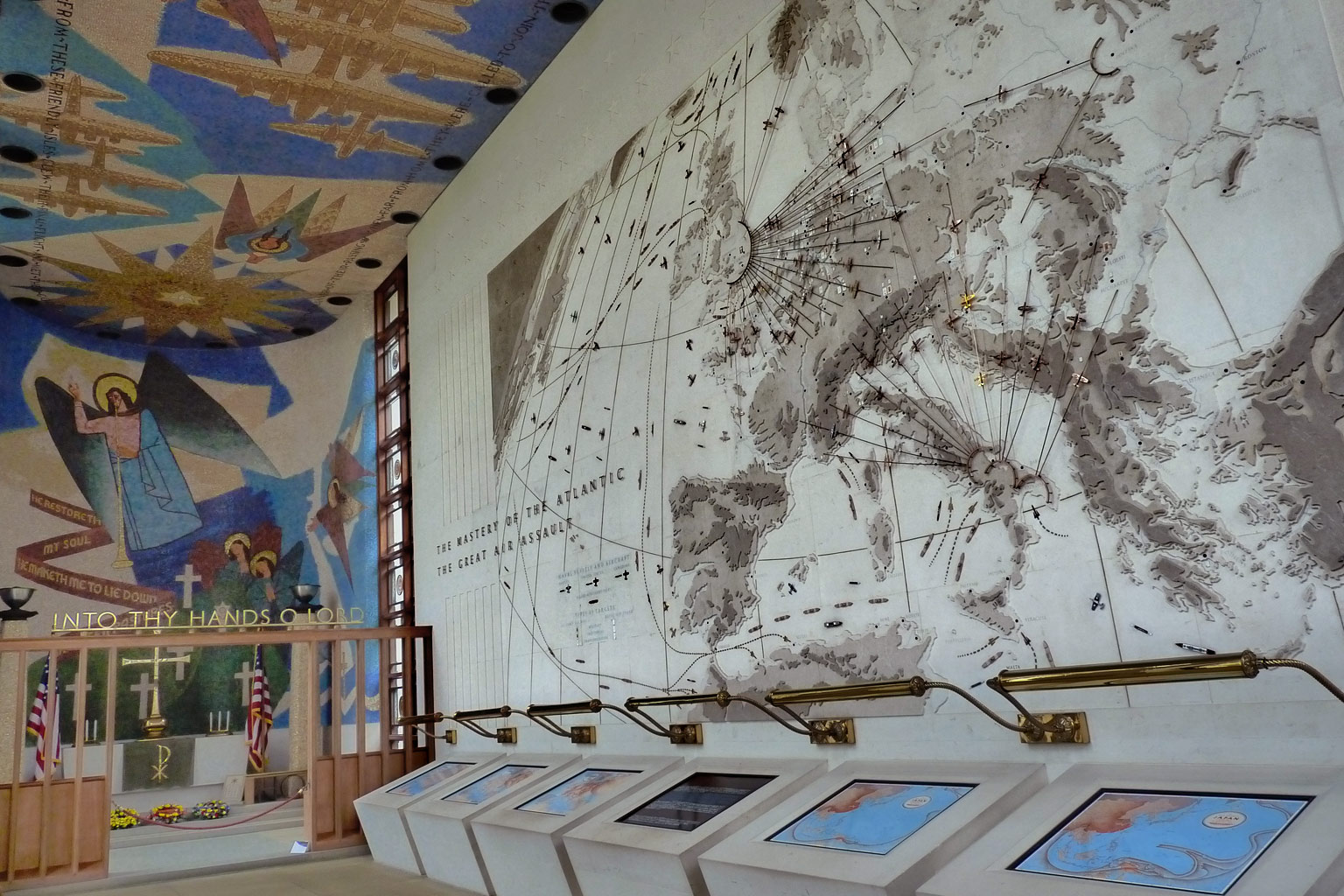
La chapelle et la carte.

Le mémorial, de pierre de Portland, a une longueur de 26 mètres pour une largeur de 9 mètres et une hauteur de 8,5 mètres. Le mémorial est séparé en une grande salle de musée avec une petite chapelle à l'extrémité des portes. Une grande carte sur le mur montre schématiquement les sorties aériennes alliées menées à partir de l'Est-Anglie et les convois de l'Atlantique nord.